# Catuji
Catuji är en kommun i Brasilien.   Den ligger i delstaten Minas Gerais, i den sydöstra delen av landet, 700 km öster om huvudstaden Brasília. Antalet invånare är 6 705.
Omgivningarna runt Catuji är huvudsakligen savann. Runt Catuji är det mycket glesbefolkat, med 5 invånare per kvadratkilometer.